# Zabór
Zabór (deutsch Saabor,  früher Sabor, 1936–1945 Fürsteneich) ist ein Dorf im Powiat Zielonogórski der Woiwodschaft Lebus in Polen. Es ist Sitz der gleichnamigen Landgemeinde mit etwa 4150 Einwohnern.

## Geographische Lage
Die Ortschaft liegt in Niederschlesien an der Oder, etwa 17 Kilometer östlich der Stadt Zielona Góra (Grünberg in Schlesien). Südlich der Ortschaft liegt der Kaiserberg, ein Hügel, der 87 Meter über der Oder und 146 über dem Meeresspiegel liegt. Bei dem Ort befindet sich ein See.

## Geschichte

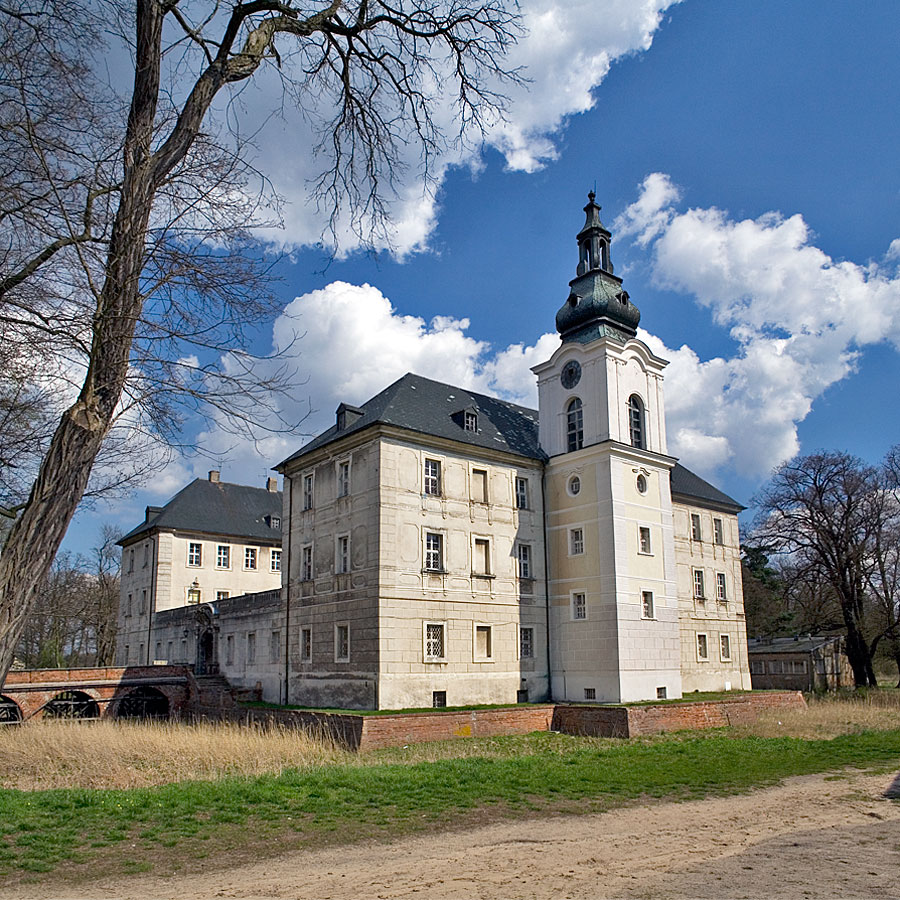
Schloss Saabor

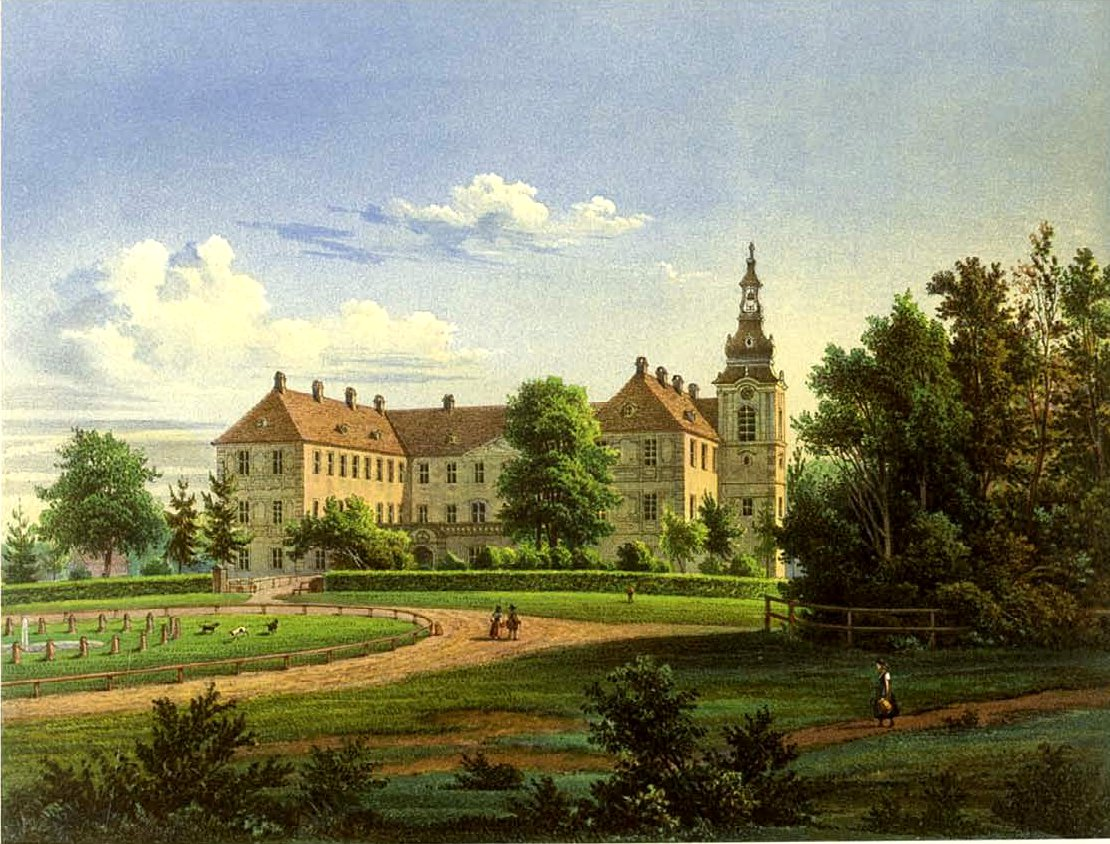
Schloss Saabor, Sammlung Alexander Duncker

Der offene Marktflecken  mit Dorf gehörte früher zu einer Standesherrschaft. Von 1677 bis 1683 ließ hier Johann Heinrich Graf Dünewald  das Schloss Saabor errichten, das sich auch noch nach 1700 im Besitz der Grafen Dünewald befand.  Anschließend war der General Reichsgraf Friedrich August von Cosel Besitzer der Herrschaft, der hier am 15. Oktober 1770 verstarb. Vom 18. bis ins 20. Jahrhundert residierten in Schloss Saabor die Fürsten zu Schoenaich-Carolath. Im Jahr 1816 gab es in Sabor eine katholische Kirche, eine evangelische Kirche, ein Schloss, ein Pfarrhaus, ein Vorwerk und 48 Häuser.  Die Einwohner, die sich von Ackerbau und Viehzucht ernährten, hielten viermal jährlich einen Jahrmarkt ab. Am 26. Juli 1811 erlitt Saabor einen Großbrand.
Das Gemeindegebiet zählte bis 1945 zum Landkreis Grünberg.
Im Schloss Saabor lebte seit ihrer Heirat mit Johann Georg von Schoenaich-Carolath (1873–1920) Hermine Reuß ältere Linie, bis sie als Witwe 1922 dem abgesetzten Kaiser Wilhelm II. in sein Doorner Exil nachfolgte und heiratete. Nach Wilhelms Tod kehrte sie 1941 nach Saabor zu ihrer Tochter aus erster Ehe, Henriette Prinzessin von Schoenaich-Carolath (1918–1972), zurück, die mit Prinz Karl Franz Joseph von Preußen (1916–1975) verheiratet war. Henriette brachte 1943 die Zwillinge Franz Wilhelm Prinz von Preußen und Friedrich Christian und 1944 den jüngeren Sohn Franz-Friedrich Prinz von Preußen zur Welt.
Gegen Ende des Zweiten Weltkriegs eroberte im Frühjahr 1945 die Rote Armee Saabor und stellte es im März/April 1945 unter die Verwaltung der Volksrepublik Polen. Diese benannte den Ort in Zabór um, vertrieb in der Folgezeit seine Bewohner und besiedelte ihn mit Polen.

### Einwohnerzahlen
- 1816: 290[4]
- 1933: 853[6]
- 1939: 1.058[6]

## Persönlichkeiten, die mit dem Ort verbunden sind
- Johann Heinrich von Dünewald (1617–1691), Besitzer der Herrschaft Saabor, ließ Schloss Saabor erbauen
- Friedrich August von Cosel (1712–1770), Reichsgraf, General der kursächsischen Armee, Besitzer der Herrschaft Saabor; hier verstorben
- Ernst Severin (1818–1903), preußischer Jurist; geboren in Saabor
- August von Schoenaich-Carolath (1822–1899), preußischer Bergbauingenieur
- Hermine von Schönaich-Carolath, geborene Prinzessin Reuß ä. L. (1887–1947); lebte hier vor und nach ihrer Ehe mit Wilhelm II.
- Eberhard Alff (* 1938); Politiker (SED), Abgeordneter der Volkskammer der DDR; geboren in Saabor
- Franz Wilhelm Prinz von Preußen (* 1943); geboren in Saabor.

## Gemeinde
Zur Landgemeinde (gmina wiejska) Zabór gehören acht Dörfer mit Schulzenämtern und weitere kleine Ortschaften.